# اتسیو بوسو
اتسیو بوسو (ایتالیایی: Ezio Bosso؛ تلفظ [ˈɛttsjo ˈbɔsso] ()؛ زادهٔ ۱۳ سپتامبر ۱۹۷۱ – درگذشته ۱۵ مه ۲۰۲۰) یک موسیقی‌دان، آهنگساز و رهبر ارکستر اهل ایتالیا بود.
از فیلم‌ها یا مجموعه‌های تلویزیونی که وی در آن‌ها نقش داشته‌است می‌توان به به کجا می‌روی، عزیزم؟ اشاره نمود.